# James Cox Aikins

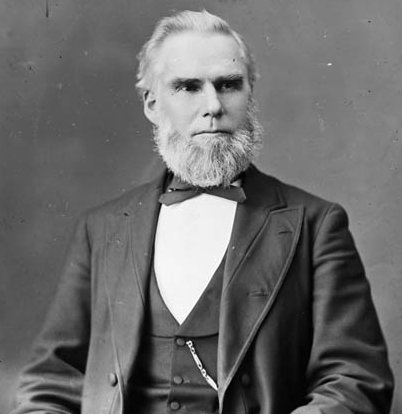
James Cox Aikins

James Cox Aikins, PC (* 30. März 1823 in Toronto Township, Ontario; † 8. August 1904 in Toronto) war ein kanadischer Politiker. Von 1867 bis 1882 war er Senator und hatte während dieser Zeit mehrere Ministerposten in der Bundesregierung von John Macdonald inne. Von 1882 bis 1888 amtierte er als Vizegouverneur der Provinz Manitoba, von 1896 bis zu seinem Tod gehörte er ein weiteres Mal dem Senat an. Sein Sohn James Albert Manning Aikins war später ebenfalls Vizegouverneur von Manitoba.

## Biografie
Aikins absolvierte das Victoria College, eine von Methodisten geführte Hochschule in Cobourg. Nach dem Schulabschluss war er in der Nähe von Toronto als Landwirt tätig. Als radikaler Reformer trat er 1854 zu den Wahlen zum Unterhaus der Provinz Kanada an und setzte sich im Wahlbezirk Peel durch. Während er 1857 die Wiederwahl schaffte, unterlag er 1861 dem konservativen Gegenkandidaten. Bereits im darauf folgenden Jahr zog er wieder ins Parlament ein, diesmal als Abgeordneter des Oberhauses.
Im Oktober 1867, nach der Gründung des kanadischen Bundesstaates, wurde Aikins von Premierminister John Macdonald zum Senator ernannt. Dieser nahm ihn im Dezember 1869 in das Bundeskabinett auf. Aikins amtierte daraufhin als Staatssekretär für Kanada und Kanzlist der Regierung. 1873 war er für einige Monate geschäftsführender Superintendent für Indianerangelegenheiten und Staatssekretär für die Beziehungen zu den Provinzen. Mit dem Zusammenbruch von Macdonalds Regierung im Zuge des Pacific-Skandals endete seine Ministertätigkeit im November 1873.
Nach fünf Jahren in der Opposition gelangte die liberal-konservative Koalition unter Macdonald wieder an die Macht und Aikins erhielt im Oktober 1878 seinen alten Ministerposten zurück. Rund zwei Jahre später, im November 1880, übernahm er die Leitung des Ministeriums für Inlandsteuern. Aikins Unterstützung der Abstinenzbewegung war der Regierung peinlich, da sie von den Alkoholherstellern beträchtliche finanzielle Zuwendungen erhielt. Im Mai 1882 gab er dem ausgeübten Druck nach und trat als Senator und Minister zurück. Als Gegenleistung er Aikins zum Vizegouverneur von Manitoba ernannt und erhielt das Versprechen, nach Ablauf der Amtszeit wieder zum Senator ernannt zu werden. Die Vereidigung erfolgte am 29. September 1882.
Zu jener Zeit herrschte ein tiefes Zerwürfnis zwischen der Provinz- und der Bundesregierung. Macdonald hatte regelmäßig die Eisenbahngesetzgebung von Manitobas Regierungschef John Norquay zurückgewiesen. Aikins erhielt die Order, die provinzielle Gesetzgebung in Einklang mit der nationalen Politik zu bringen, konnte aber weder bei Norquay noch bei dessen Nachfolger Thomas Greenway seinen Einfluss geltend machen. Seine Amtszeit endete am 1. Juli 1888, allerdings wurde er erst im Januar 1896 wieder zum Senator ernannt, was er bis zu seinem Tod blieb.